# Beetle Spur
Der Beetle Spur (englisch für Käfersporn) ist ein Felssporn in der antarktischen Ross Dependency. Er erstreckt sich 3 km nördlich des Mount Patrick von einem kleinen Gipfel in der Commonwealth Range zur Ostseite des Beardmore-Gletschers.
Die erstmalige Sichtung geht vermutlich auf die vierköpfige Südgruppe der Nimrod-Expedition (1907–1909) des britischen Polarforschers Ernest Shackleton zurück. Den deskriptiven Namen für den Felssporn schlug der Geologe John D. Gunner von der Ohio State University vor, der während einer von 1969 bis 1970 dauernden Expedition dort geologische Proben einsammelte.